# Giovanna Epis
Giovanna Epis (11 de octubre de 1988) es un deportista italiana que compite en atletismo. Ganó una medalla de oro en los Juegos Mediterráneos de 2022, en la prueba de media maratón.